# Rzepecki-Inseln
Die Rzepecki-Inseln [ʐɛˈpɛt͡skʲi] (polnisch Wyspy Rzepeckiego) sind vier Inseln im Archipel der Südlichen Shetlandinseln. Sie liegen zwischen dem Sygit Point und Bell Point vor der Johannes-Paul-II.-Küste von King George Island.
Polnische Wissenschaftler benannten sie 1980. Namensgeber ist der polnische Ingenieur Maciej Rzepecki, Teilnehmer an der von 1980 bis 1981 durchgeführten polnischen Antarktisexpedition, bei der er 1981 auf der Arctowski-Station, auf der er zwischen 1980 und 1981 als stellvertretender Stationsleiter tätig war, überwintert hatte.